# Charles Vernes
Pour les articles homonymes, voir Vernes.
Charles Vernes, né le 17 juin 1786 à Lyon et mort le 9 décembre 1858 à Paris, est un banquier français, sous-gouverneur de la Banque de France de 1832 à 1857.

## Biographie

### Famille
D'une famille protestante originaire du Vivarais, puis réfugiée à Lausanne puis à Genève après la révocation de l'édit de Nantes, Charles Vernes est le fils du négociant-banquier Jacques Louis Vernes et de Marie Anne Perrier. Il est le petit-neveu de Jacob Vernes. 
En 1811, il épouse Anne Louise Grivel, fille du banquier Isaac-Louis Grivel. Le couple a trois enfants, dont le pasteur Louis Vernes, président du Consistoire de l'Église réformée de Paris et lui-même père de Maurice Vernes.

### Carrière professionnelle
Il est banquier à Paris, et s'associe avec Michel-Frédéric Pillet-Will en 1816, puis il fonde la banque Ador, Vernes & Dassier, succursale parisienne d'une maison genevoise.
Chef de la Banque Vernes, il est juge au tribunal de commerce de Paris et membre de la chambre de commerce de Paris.
En 1823, il devient censeur de la Caisse d'épargne de Paris. Il en devient vice-président en 1844.
Il est sous-gouverneur de la Banque de France du 15 décembre 1832 au 1er août 1857,. Il négocie un important achat de rentes françaises par le Trésor impérial russe à Saint-Pétersbourg.
Il est administrateur de la Compagnie royale d'assurance contre l'incendie.
Il joue un rôle important dans l'Église réformée de Paris, siégeant au consistoire de 1820 à 1852,. Il siège également au comité de la Société biblique, dont il est assesseur de 1818 à 1820, et trésorier de la Société pour l'encouragement de l'instruction primaire parmi les protestants de France.

## Distinctions
- Commandeur de la Légion d'honneur[7]